# Sainte-Marie-d'Alloix
Sainte-Marie-d'Alloix is een gemeente in het Franse departement Isère (regio Auvergne-Rhône-Alpes) en telt 568 inwoners (1999). De gemeente maakt deel uit van het arrondissement Grenoble.

## Geografie
De oppervlakte van Sainte-Marie-d'Alloix bedraagt 3,0 km², de bevolkingsdichtheid is 189,3 inwoners per km². De gemeente ligt op de rechteroever in het dal van de Isère. Aan de overkant ligt Le Cheylas.
De onderstaande kaart toont de ligging van Sainte-Marie-d'Alloix met de belangrijkste infrastructuur en aangrenzende gemeenten.

## Demografie
Onderstaande figuur toont het verloop van het inwonertal (bron: INSEE-tellingen).